# 谷文涛
谷文涛（1951年—），辽宁葫芦岛人，汉族，中华人民共和国企业家、第十一届全国人民代表大会辽宁地区代表。
毕业于大连理工大学化工机械专业，毕业后到锦西化工机械厂，后担任锦西化工机械有限责任公司董事长兼总经理。2008年起担任全国人大代表。